# جک لالین
جک لالین (انگلیسی: Jack LaLanne؛ تلفظ /lə'leɪn/) با نام کامل فرانسوا هانری جک لالین (انگلیسی: Francois Henri Jack LaLanne؛ زاده: ۲۶ سپتامبر ۱۹۱۴ – درگذشت: ۲۳ ژانویهٔ ۲۰۱۱) یک کارشناس تناسب اندام با ورزش و تغذیه، سخنران انگیزشی، مجری تلویزیون، مبتکر و کارآفرین اهل ایالات متحده آمریکا بود. از او گاهی اوقات به عنوان «پدرخوانده تناسب اندام» و «ابرقهرمان تناسب اندام» یاد می‌شود.

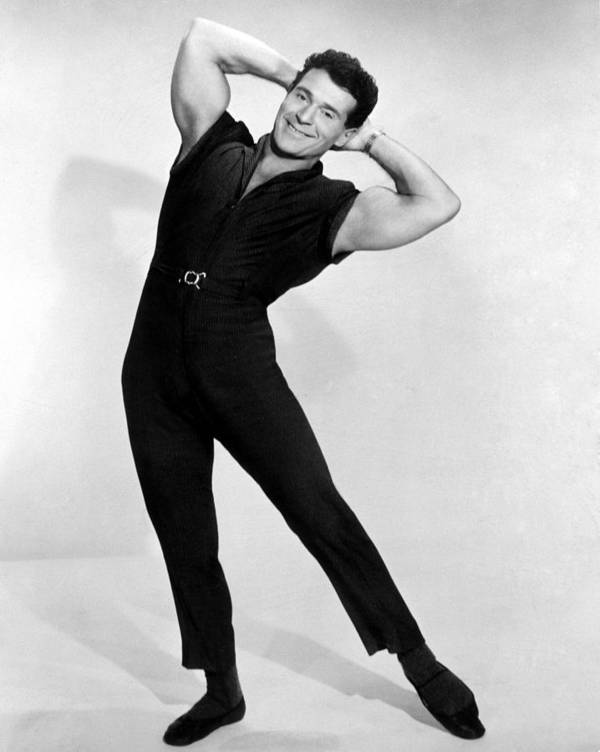
جک لالین در سال ۱۹۶۱

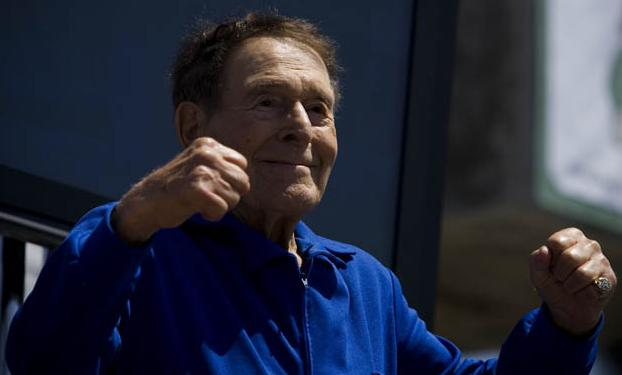
لالین در سال ۲۰۰۷

او خود را به عنوان یک «معتاد به شکر» و «جستجوگر مواد غذایی آشغال» تا سن ۱۵ سالگی توصیف کرده بود. او همچنین مشکلات رفتاری متعددی داشت اما پس از گوش دادن به یک سخنرانی عمومی پل برگ از پیشگامان پرداختن به مزایای تغذیه خوب و بهداشت مواد غذایی، زندگی خود را به کلی تغییر داد. جک لالین در طول زندگی حرفه‌ای خود بر این باور بود که در کشور آمریکا سلامت به‌طور کلی در گرو سلامت جمعیت آن است و با اشاره به فرهنگ فیزیکی و تغذیه به عنوان «نجات آمریکا» نام می‌برد.